# Zanthoxylum vinkii
Zanthoxylum vinkii är en vinruteväxtart som beskrevs av Thomas Gordon Hartley. Zanthoxylum vinkii ingår i släktet Zanthoxylum och familjen vinruteväxter. Inga underarter finns listade i Catalogue of Life.